# Douglas Lilburn
Douglas Gordon Lilburn (2. november 1915 i Wanganui, New Zealand – 6. juni 2001 i Wellington, New Zealand) var en newzealandsk komponist.
Lilburn studerede komposition på Royal College of Music i London under Ralph Vaughan Williams.
Han var den første newzealænder der fik opmærksomhed i Verden som klassisk komponist.
Han komponerede i seriel stil med pastorale overtoner, inspireret af sin lærer Williams.
Lilburn skrev 3 symfonier, orkesterværker og klaverværker etc. 

## Udvalgte værker
- Symfoni nr. 1 (1949) - for orkester
- Symfoni nr. 2 (1951) - for orkester
- Symfoni nr. 3 (1961) - for orkester
- "Aotearoa overture" (1940) - for orkester
- "En sang om øer" (1946) – for orkester
- "Et fødselsdags tilbud" (1955) – for orkester
- "Festival overture" (1940) – for orkester
- "Jordskred i ukendte have" (19?) – for fortæller og orkester
- Suite (1955) - for orkester
- "Drysdale overture" (1937) – for orkester
- "Lille sang" (1942) – for violin og bratsch
- "Tre Havændringer" (1981) – for orkester
- Ni korte stykker" (1966)  – for klaver
- "Synger Harry" (1954) – (sangcyklus) - for baryton
- Suite (1954 Rev. 1955) - for solo bratsch